# Barneveld
Pour les articles homonymes, voir Barneveld (homonymie).
Barneveld est un village et une commune de 50 623 habitants (au 1er août 2006) dans le Gueldre aux Pays-Bas.
Le village de Barneveld a donné son nom à la race de poule des Barnevelders.
On y trouve un musée de la volaille.

## Galerie

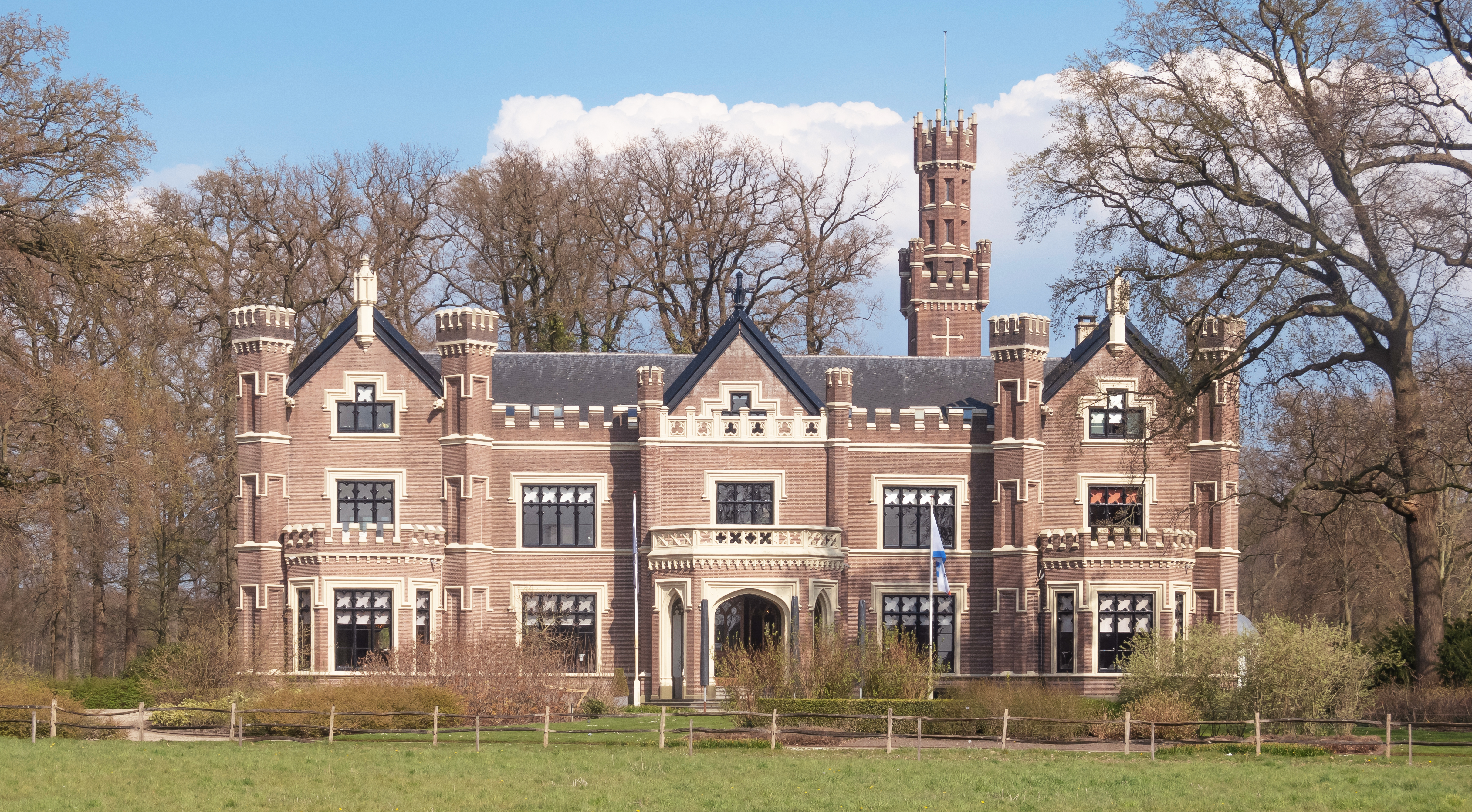
Barneveld, le château : kasteel de Schaffelaar
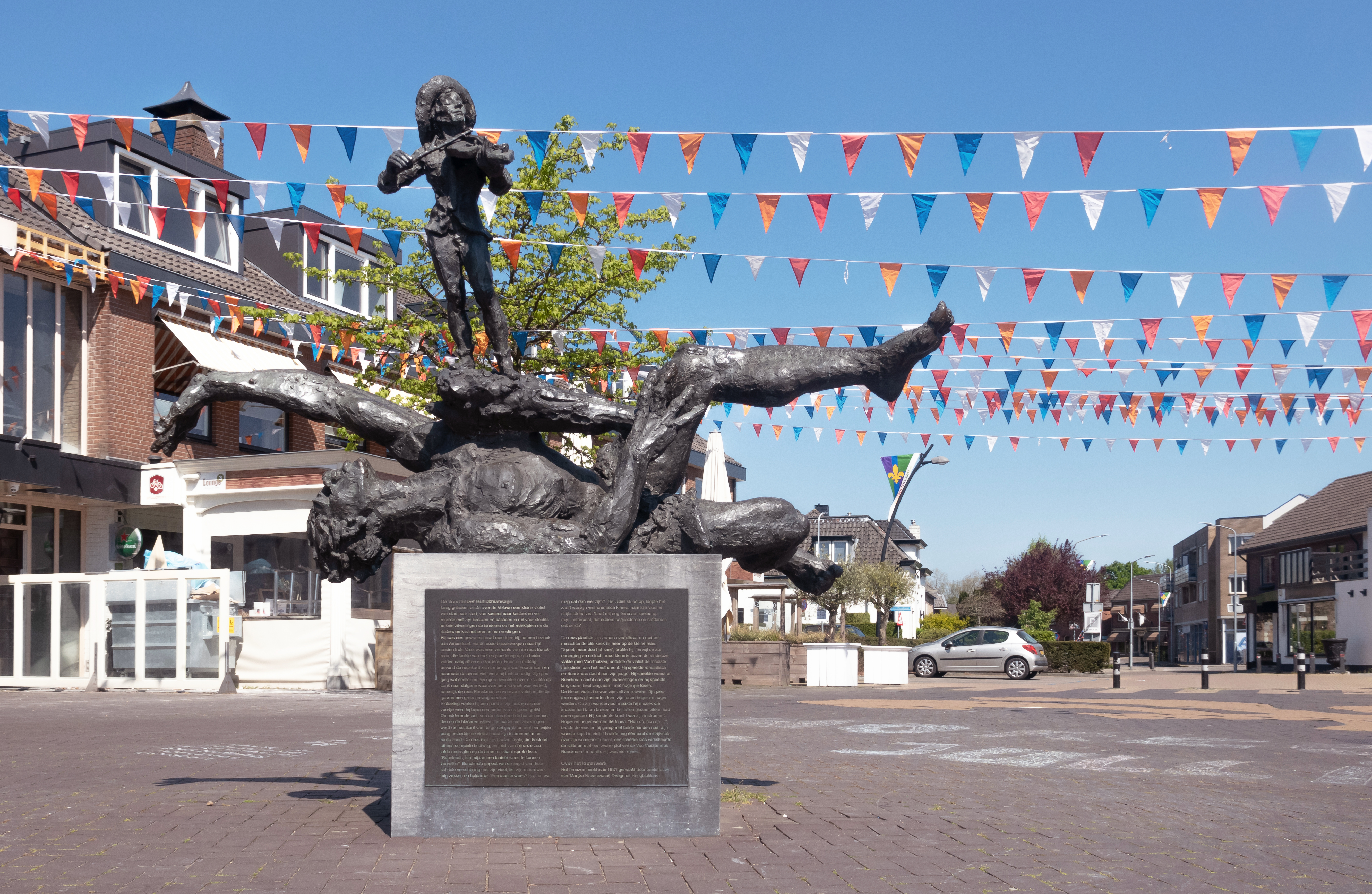
Voorthuizen, la sculpture: le Voorthuizer Bunckmansage
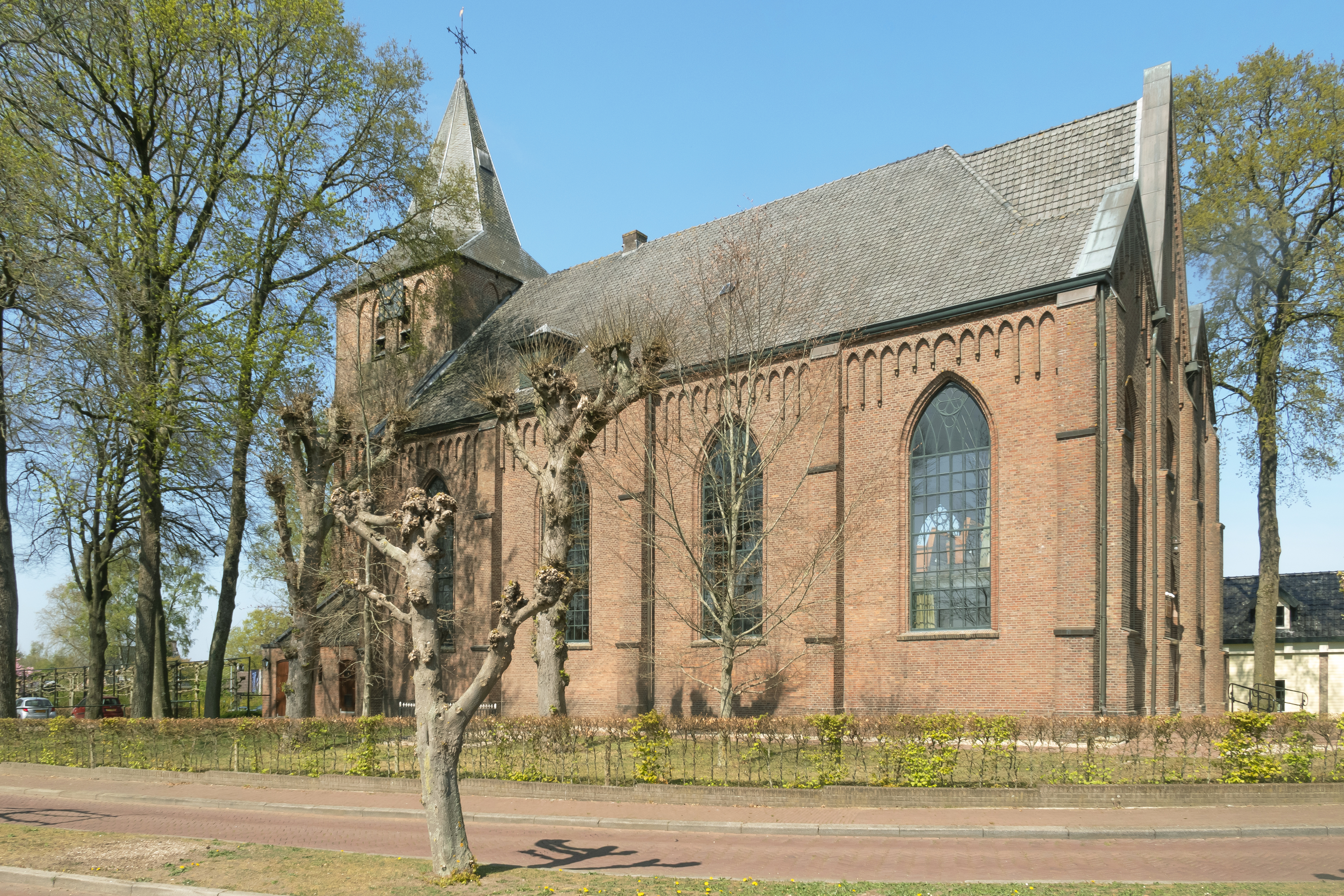
Garderen, l'église protestante
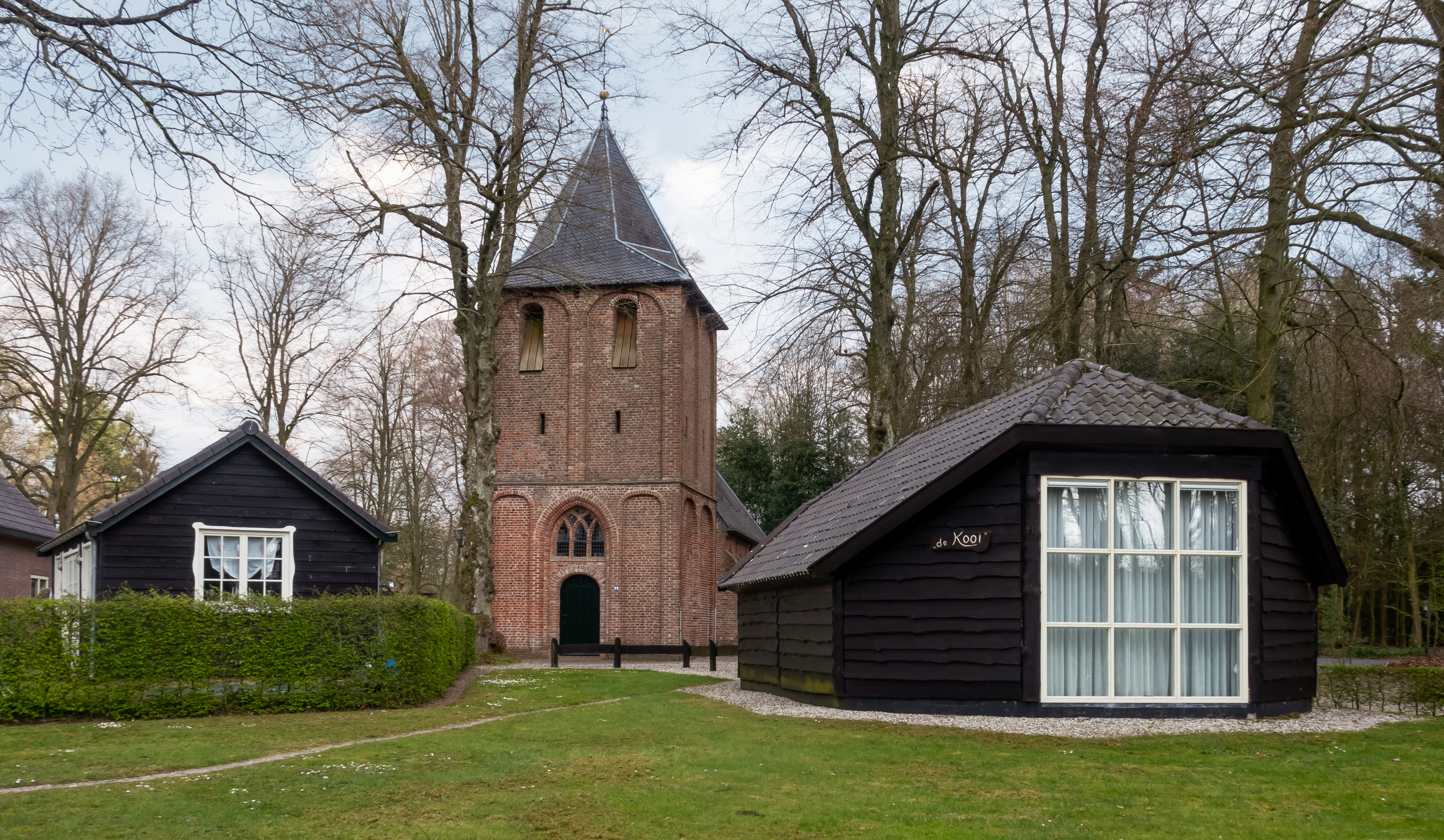
Kootwijk, l'église protestante

## Personnalités liées
- Theodoor Willem van Zuylen van Nievelt (1813-1881), homme politique néerlandais
- Eduard Daniël van Oort (1876-1933), ornithologue